# Chlophédianol
Le chlophédianol est une molécule chimique indiquée dans le traitement de la toux. Des doses de 25 mg aux 6 à 8 heures sont recommandées pour avoir un effet appréciable et juste de l'élévation du réflexe de la toux au niveau du système nerveux central. Pour les enfants, une dose de 12,5  à   25 mg est indiquée.